# Джеймс Дьюар
Джеймс Дьюа́р (англ. James Dewar; 20 вересня 1842, Кінкардин-он-Форт, Шотландія — 27 березня 1923, Лондон) — шотландський фізик і хімік.

## Біографія
1861 року закінчив Единбурзький університет. У 1867—1869 роках стажувався в Боннському університеті у Фрідріха Кекуле. З 1869 року працював у ветеринарному коледжі Единбурга. У 1875—1923 роках — професор Кембриджського університету, в 1877—1923 роках — Лондонського Королівського інституту. Президент Лондонського хімічного товариства з 1897 по 1899 роки.
Нагороджений медалями Румфорда (1894) і Лавуазьє (1904).

### Ранні роки
Джеймс Дьюар народився в Кінкардин-он-Форті 1842 року і був наймолодшим із шести синів. У віці 15 років він втратив батьків. Середню освіту здобув у престижній школі для хлопчиків Dollar Academy, а потім вступив в Единбурзький університет, де навчався у Л. Плейфеера, а пізніше став його помічником. Дьюар також навчався у Фрідріха Кекуле в Бонні.

### Кар'єра і дослідження
1875 року Дьюар був обраний професором натуральної експериментальної філософії в Кембриджському університеті (коледж Пітерхауса). Він став членом Королівського інституту Великої Британії, а 1877 року замінив доктора Джона Холла Гладстона на посаді професора хімії. Дьюар займав пости президента Лондонського хімічного товариства (1897) та Британської асоціації сприяння розвитку науки (1902 р.), а також служив у Комітеті з вибухових речовин і в Королівській комісії, створеної для вивчення водопостачання Лондона (1893—1894). Саме під час його служби в Комітеті з вибухових речовин Дьюар разом із Фредеріком Абелем розробив альтернативу бездимного пороху — кордит.
1867 року Дьюар запропонував кілька хімічних формул для бензолу. За іронією долі, одна з формул, яка не відповідає сучасній формулі бензолу, відповідає отриманій вже в ХХ столітті речовині, яку іноді називають бензолом Дьюара.
Коло його наукових інтересів було дуже широке: органічна хімія, водень і його фізичні константи, високотемпературні дослідження, температура Сонця та електричної іскри, електрофотометрія і хімія електричної дуги.
Спільно з професором Джоном Маккендріком із Глазго Дьюар досліджував фізіологічну дію світла і, зокрема, зміни, що відбуваються в електричному стані сітківки. 1878 року разом із професором Джоном Лівінгом у Кембриджі була розпочата велика серія спектроскопічних досліджень, пізніші з яких були присвячені спектроскопічному вивченню різних газоподібних елементів, що виділяються з атмосферного повітря за допомогою низьких температур. Разом із професором Джоном Флемінгом з Університетського коледжу Лондона були досліджені електричні властивості речовин, що охолоджувались до наднизьких температур.

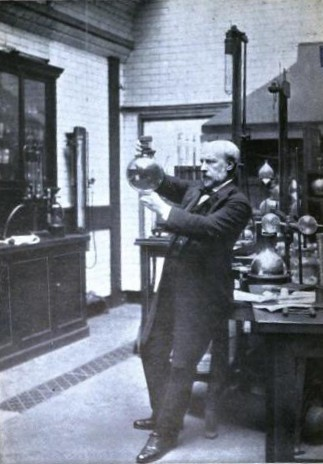
Сер Джеймс Дьюар за роботою

Найбільш відоме ім'я Дьюара у зв'язку з його роботою над зріджуванням так званих постійних газів і дослідженнями температур, близьких до абсолютного нуля. Його інтерес до цієї галузі фізики та хімії припадає на початок 1870-х років. 1874 року він робить доповідь на тему «Внутрішня теплота рідких газів» перед Британською Асоціацією. 1878 року в Королівському інституті була прочитана лекція, присвячена останнім роботам Луї-Поль Кайєте і Рауля Пікте, під час якої був продемонстрований робочий апарат Кайєте. Шість років опісля, знову в Королівському інституті, Дьюар зробив огляд досліджень З.-Ф. А. Врублевського і К. Ольшевського і вперше продемонстрував на публіці дослід зрідження кисню і повітря. Незабаром після цього Дьюар побудував машину, з якої скраплений кисень відсмоктувався через клапан і використовувався як агент для охолодження в науково-дослідних роботах, пов'язаних із вивченням метеоритів. Приблизно в той же час був отриманий кисень у твердому стані.
До 1891 року в Королівському інституті були спроєктовані і побудовані машини, які виготовляли рідкий кисень у промислових кількостях, а до кінця того ж року Дьюар показав, що і рідкий кисень, і рідкий озон сильно притягуються магнітом. Близько 1892 року йому прийшла ідея використання посудин із вакуумною оболонкою для зберігання рідких газів, що призвело до створення посудини Дьюара (термоса, або вакуумної колби) — найбільш відомого винаходу Дьюара. Вакуумна колба виявилася настільки ефективною для теплоізоляції, що дозволила зберігати гази в рідкому стані протягом досить тривалого періоду, який дозволив вивчити їх оптичні властивості. Дьюар не отримав прибутку від широкого впровадження своєї вакуумної посудини — він програв судову справу проти компанії «Термос», яка отримала патент на його винахід. Хоча Дьюар і був визнаний винахідником, він не мав права зупинити використання своєї моделі компанією «Термос», оскільки не мав патенту на свій винахід.
Наступний експеримент Дьюара зі струменем водню при високому тиску показав, що низькі температури досягаються завдяки ефекту Джоуля — Томсона, а отримані успішні результати дозволили йому побудувати в Королівському інституті регенеративну машину для охолодження. За допомогою цієї машини 1898 року він вперше отримав водень у рідкому стані, а 1899 року — водень у твердому стані. Він намагався зрідіти останній із решти газів — гелій, що конденсується при температурі −268,9 °C, але через ряд причин, включаючи недостатню кількість гелію, Дьюара випередив Гейке Камерлінг-Оннес, який став першою людиною, що перетворила гелій на рідину (1908 рік). Пізніше Камерлінг-Оннес отримає Нобелівську премію в галузі фізики за дослідження властивостей речовин при низьких температурах. Дьюар був номінований на Нобелівську премію кілька разів, але йому так і не вдалося її отримати.
1905 року він почав дослідження здатності деревного вугілля абсорбувати гази при зниженні температури і використовував ці результати для отримання високого вакууму, який був придатний для подальших експериментів з атомної фізики. Дослідження властивостей елементів при низькій температурі, і особливо в галузі низькотемпературної калориметрії, тривали аж до початку Першої світової війни. Але пізніше викликана нею нестача кадрів у Лабораторії Королівського інституту, завадила Дьюару продовжити дослідження. Його робота під час і після війни була присвячена, в основному, вивченню поверхневого натягу в мильних бульбашках, а не властивостям речовин при низькій температурі.

## Останні роки життя
Попри те, що Дьюар не отримав визнання Шведської Академії, він був відзначений до і після смерті багатьма іншими інститутами в Англії й за кордоном. У червні 1877 року Лондонське королівське товариство обрало його своїм членом і нагородило медалями Румфорда (1894), Деві (1909 р.), Коплі (1916), а також 1901 року запросило виступити з Бейкеровською лекцією. 1899 року він став першим лауреатом Золотої медалі Ходжкінса від Смітсонівського інституту (Вашингтон) за внесок у знання про склад і властивості атмосферного повітря. 1904 року Дьюар став першим британцем, що отримав медаль Лавуазьє від Французької Академії наук, а 1906 року він удостоївся нагороди Італійського наукового товариства — медалі Маттеуччі. 1904 року вчений був зведений у лицарське воїнство, Королівське товариство Единбурга вручило йому нагороду Gunning Victoria Jubilee Prize (за 1900—1904 роки), а Товариство Мистецтв — медаль Альберта (1908 рік). На честь Дьюара був названий місячний кратер.
Джеймс Дюар помер 1923 року в Лондоні, будучи Фуллерівським професором хімії в Королівському Інституті. Він був кремований у крематорії Голдерс-Грін, де і зберігається його прах.